# ポルシェ・944
ポルシェ・944（Porsche 944）は、ポルシェが1983年から1991年まで製造していたスポーツカーである。924と928の中間を担うモデルとして開発された。

## 概要
ポルシェでは911の後継車として、当時同社に在籍していた技術者兼最高責任者のエルンスト・フールマンが928を開発した。しかし、928は911の後継とするにはサイズが大きすぎたため、当時のポルシェ最高責任者、ペーター・シュッツの政策により、主に924以上、928未満の市場開拓を狙って開発されたのが944である。しかしボディサイズの拡大を続けた結果、991型以降の911は、全長・全幅ともに928よりも大きくなっている。
944という車名は本車が初出ではなく、1981年のル・マン24時間レースにヴァルター・ロール/ユルゲン・バルト組の運転で参戦したレーシングカー「944LM」が存在した。これは924カレラGTのボディに928のV型8気筒SOHC4.7リットルエンジンを半分の直列4気筒とし、内径を拡大しDOHC化、シングルターボチャージャーによるチューニングを受けたもので、市販車ベースながら総合7位、GTプロトタイプクラス3位となった。後にトランスミッションは956に流用されている。
市販車の944は1981年のフランクフルトモーターショーで発表され、1983年から製造が開始された。ボディ形状は2ドアの4シータークーペであり、前身モデルにあたる924のレーシングバージョン、924カレラGTがモチーフとなっている。フロントバンパー下のエアダム、前後のブリスターフェンダー、ハッチ後端のスポイラーなどに影響が見られる。
エンジンは924とは違いすべてがポルシェ製で、928のV型8気筒エンジンの片バンクをベースとし内径を5mm拡げ内径φ100mm×行程78.9mmの2,478ccとした直列4気筒SOHC水冷エンジンを搭載する。後にターボ付きの944ターボも追加され、944SではDOHC化、944S2では2,990ccまで拡大された。
バランスシャフトは、すでに日本の三菱自動車工業が取得していた特許があったため、一部書籍には三菱がポルシェに技術供与したと受け取れる記述が見られる。ポルシェ側の説明では、独自研究開発していたバランスシャフトが、三菱が持つサイレントシャフトの特許に抵触したとしている。バランスシャフト自体は自動車のエンジンに限らず、内燃機関で広く利用されている技術であり、三菱の特許はその実装法（シャフトの位置関係等）のひとつに対するものである。最終的にはポルシェと三菱との間の契約として、ポルシェは三菱が特許を持つバランスシャフト技術を、三菱はポルシェが特許を持つトランスアクスル技術を、互いに利用することを認めたものとされている。
トランスミッションはアウディ製の5速MT、3速ATが用意された。
1986年発売の944ターボは「世界一ハンドリングが良い自動車」（Best Handling Car In The World ）と称され、スポーツカーのベンチマークとして同業他社からマークされた。当時の販売台数は911を上回るなど商業的にも成功し、実質的にこの時期のポルシェの経営を支えたモデルとなった。

## モデル

### 1983年
製造開始。
- 944 - 内径φ100mm×行程78.9mm、2,478cc、圧縮比9.5、SOHCのM44/02エンジン。ボッシュLジェトロニックで155PS/5,500rpm、20.2kgm/3,000rpm。日本仕様は155PS/5,500rpm、19.6kgm/3,000rpm[2]。内装は3連独立メーターなど924と同じデザイン。トランスミッションは5MTまたは3AT。手動で冷暖房を設定するエアコン。集中ドアロックなし。ホイールは7J15、オプションで7J16。タイヤは185/70VR15、オプションで205/55VR16。

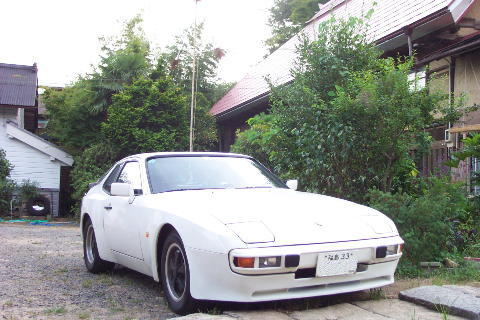
1983年型944（前期型）フロントマスク。
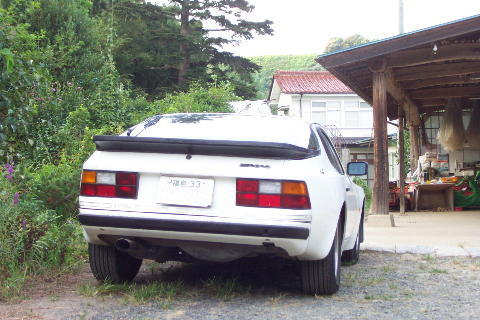
1983年型944（前期型）リア。
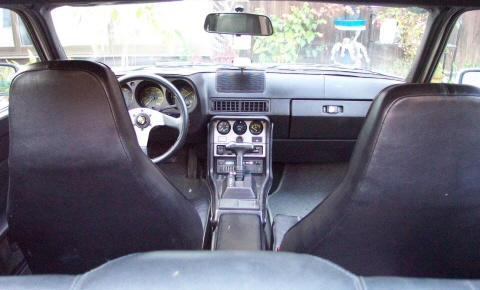
1983年型944（前期型）3AT、924と同じ内装、ステアリングは社外品。
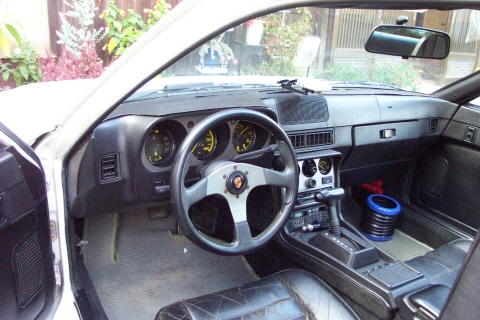
1983年型944（前期型）924と同じ内装、ステアリングは社外品。

### 1984年
パワーステアリングがオプション設定された。
- 944 - リアスポイラーを標準装備した。

### 1985年
この年944ターボが追加された。
- 944 - この年の後期から[2]大幅にモデルチェンジされ、これより前のモデルをポルシェ944A、これ以降をポルシェ944Bと呼称することがある。オートエアコンを装備。シートファブリックはおとなしいデザインになった[2]。
- 944ターボ - 2,478ccSOHC、KKK製水冷インタークーラー付きターボのM44/51エンジン[4]。圧縮比8.0で220hp/5,800rpm、33.6kgm/3,500rpm[2]。トランスミッションは強化され、MTのみ[5]。内装はコンビネーションメーター。944とはフロントマスク（バンパー回り）のデザインが異なり、リアバンパーの下にはエアスポイラーがついている。フロントガラスとボディの段差をなくして空気抵抗を低減しているなど細かな改良がある。車両型式で951と呼ばれることも多い。ブレーキはブレンボ製4ポット[2]。オートエアコン装備。集中ドアロックなし。リアシートは2点式シートベルト。ホイールは7J16、タイヤはフロント205/55VR16[4]。

### 1986年
- 944
- 944ターボ

### 1987年
- 944
- 944S - 928S4のヘッドを載せ[2]DOHC16バルブ化され圧縮比10.9で190hp/6,000rpm、23.5kgm/4,300rpm[2][4]のM44/40型エンジン[4]。トランスミッションはMTのみでATなし。
- 944ターボ

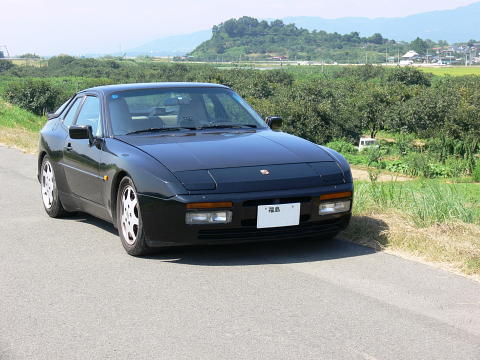
1987年型ポルシェ944ターボ（中期型）フロントマスク、空気抵抗値が一段と低くなった。
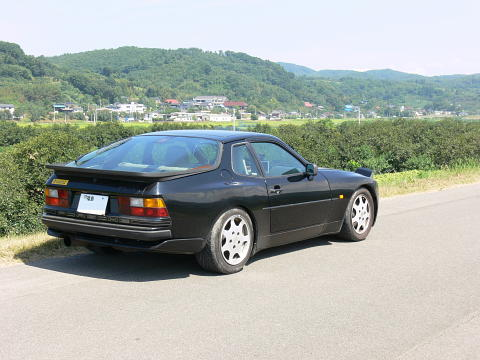
1987年型ポルシェ944ターボ（中期型）リア、バンパー下部にもスポイラー。
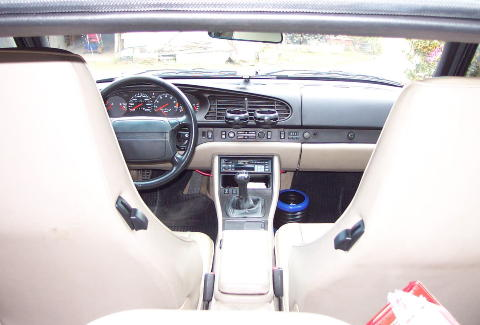
1987年型ポルシェ944ターボ（中期型）5MT、968とほぼ同じ内装、コンソール類が変更。デュアルエアバッグ装備車。
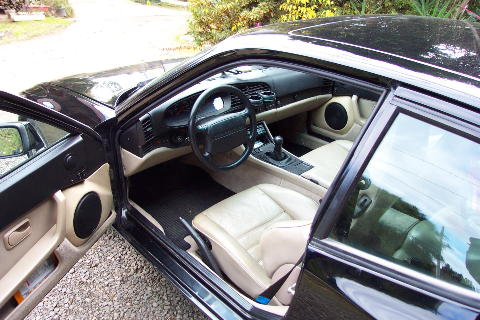
1987年型ポルシェ944ターボ（中期型）968とほぼ同じ内装、オプションスポーツシート（ノーマルよりバケットが深い）装備車、デュアルエアバッグ装備、ドアスピーカーは社外品。

### 1988年
- 944 - 圧縮比が10.2:1に変更され160PS/5,900rpm、21.4kgm/4,500rpm[2]。タイヤは195/65VR15[6]。
- 944エクスクルーシブ - 限定車。ATのみ。
- 944S
- 944ターボ
- 944ターボS - ターボカップレーサーをベースとした1,000台限定車。フロントブレーキ大径化、ターボチャージャーの大型化によるパワーアップなどを行なっている。250PS。

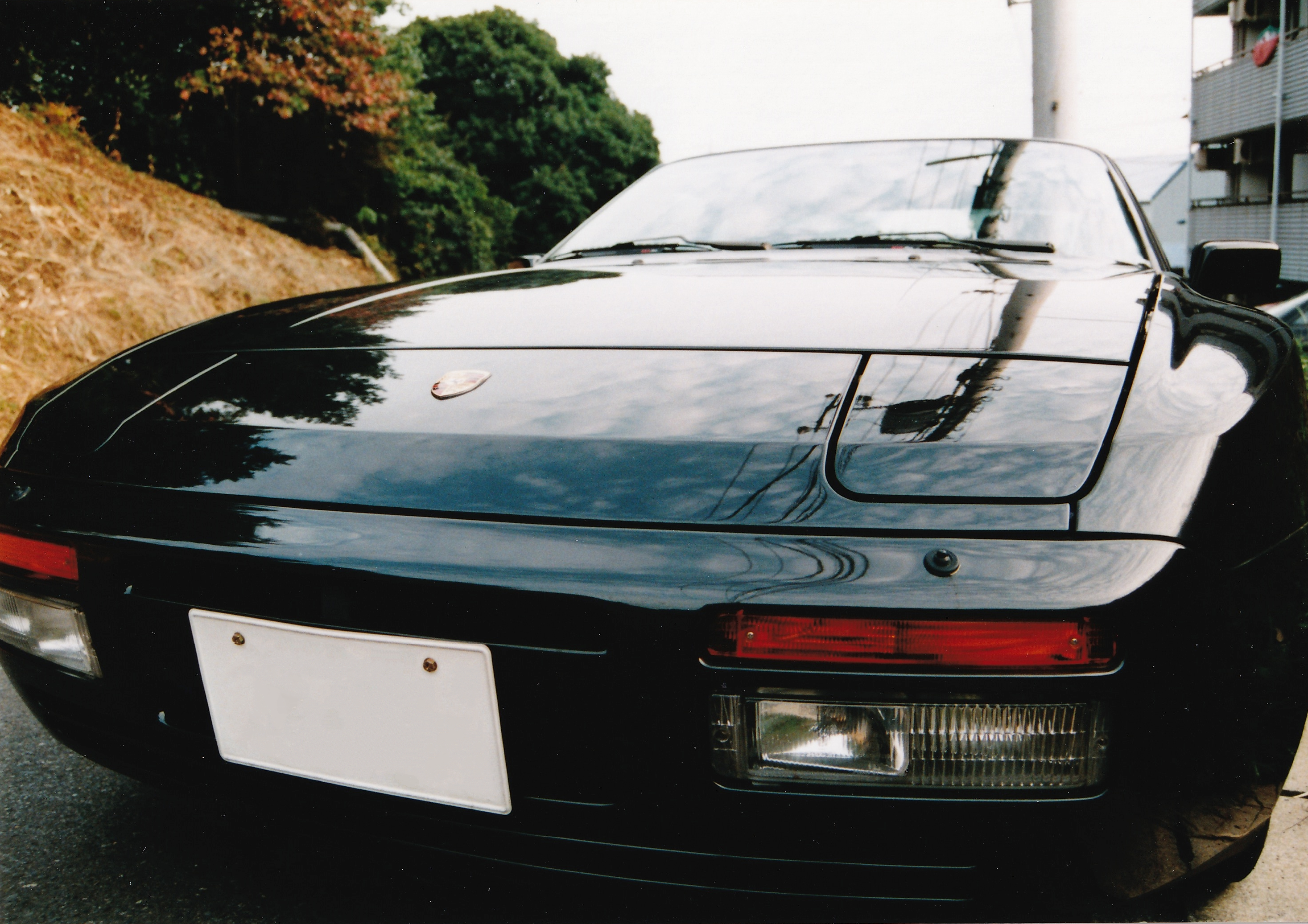
1988年型ポルシェ944ターボS フロントマスク。ボディカラーはサテンブラックメタリック
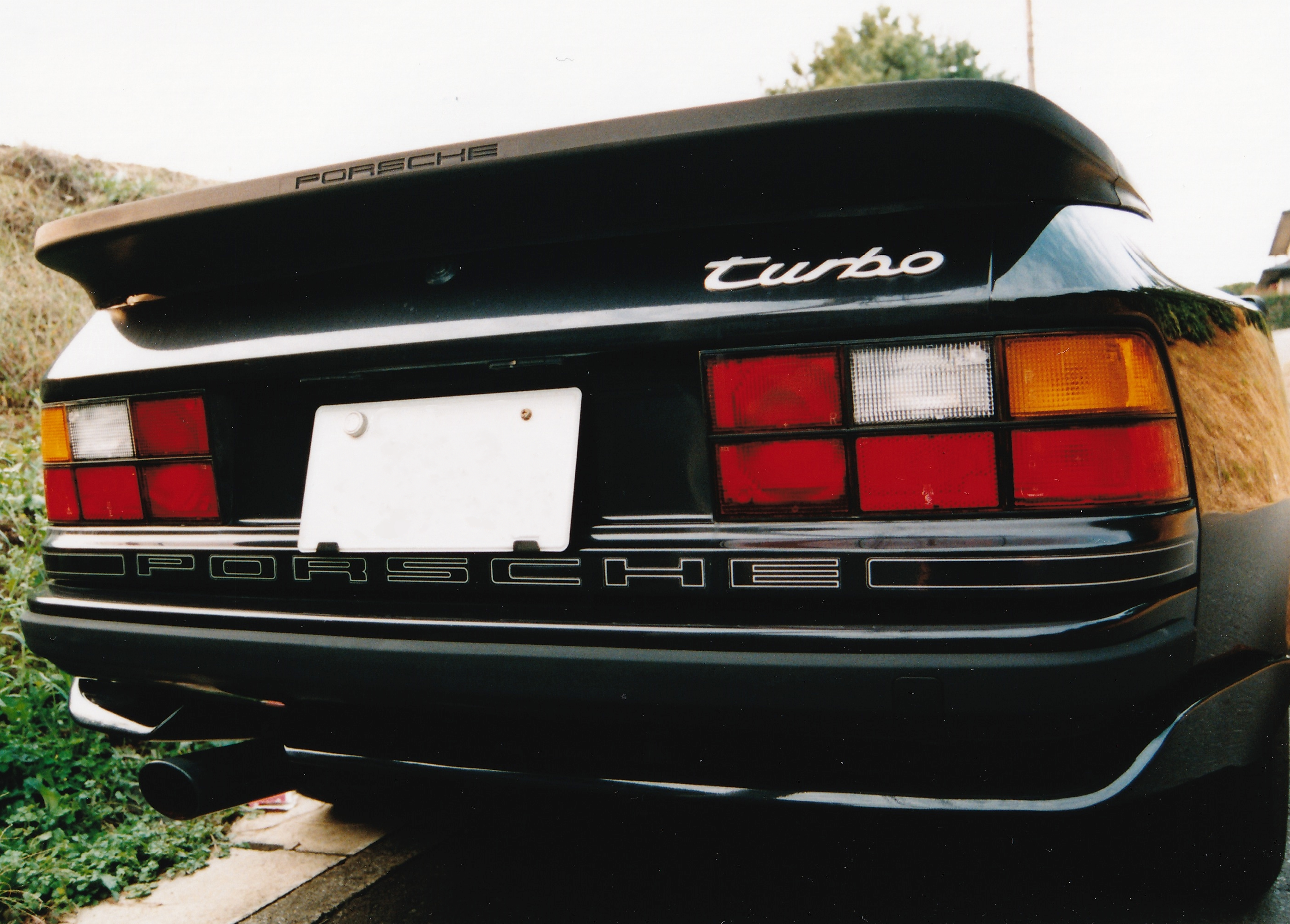
1988年型ポルシェ944ターボS リア
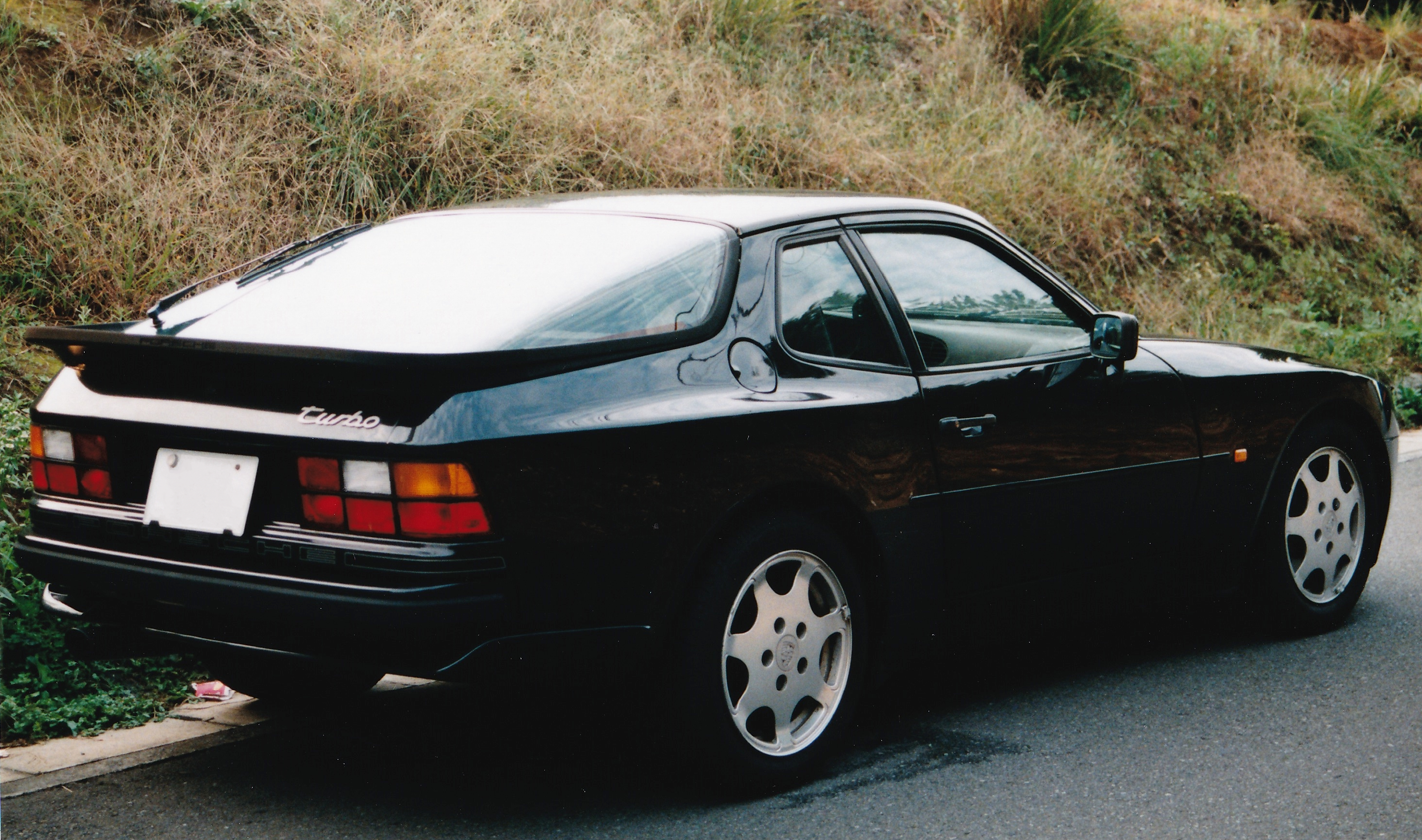
1988年型ポルシェ944ターボS サイド

### 1989年
- 944 - 内径φ104mm×行程78.9mmに拡大されて2,681ccで165PS/5,800rpm、22.9kgm/4,200rpm[2][4]。ホイールは7J15、タイヤは195/65ZR15[7]。
- 944S
- 944エクスクルーシブ
- 944クラブスポーツ
- 944S2 - 内径φ104mm×行程88mmの2,990cc、DOHC、圧縮比10.9で211PS/5,800rpm、28.6kgm/4,000rpm[4]。ABS装備。カブリオレも設定された。シャーシはポルシェ944ターボを流用。ホイールはフロント7J16、リア8J16、タイヤはフロント205/55ZR16、リア225/50ZR16[4]。内装は944ターボと同じでほぼそのまま968にも踏襲された。
- 944ターボ - ブースト圧が従来の.7バールにから1.0上げられ250hp/6,000rpm、35.6kgm/4,000rpm[4]。集中ドアロック装備。リアシートは3点式シートベルト。ホイールはフロント7J16、リア9J16、タイヤはフロント205/55ZR16、リア245/45ZR16[4]。

### 1990年
車内から光軸調整可能となった。
- 944S2 - ダイアグノーシス採用。セキュリティーシステムとアンチロックブレーキを標準装備した。
- 944S2クラブスポーツ - サーキット走行を想定したスポーツモデル。スポーツオプションの足回りが標準装備され、大型フロントブレーキ、LSDなどが標準装備。
- 944ターボ - リアスポイラーがウイングタイプに変更された。この年で生産終了[2]。

### 1991年
この年をもって生産が終了された。1992年春販売終了、後継モデル968が販売開始された。
- 944S2 - リアスポイラーがウイングタイプに変更された。集中ドアロック装備。
- 944S2クラブスポーツ